# Aulohalaelurus labiosus
Aulohalaelurus labiosus és una espècie de peix de la família dels esciliorrínids i de l'ordre dels carcariniformes.

## Morfologia
- Les femelles poden assolir 67 cm de longitud total.[1]

## Hàbitat
És un peix marí de clima subtropical.

## Distribució geogràfica
Es troba a Austràlia Occidental.